# Deutsche Blätter für Zeichen-, Kunst- und Werkunterricht
Die Deutschen Blätter für Zeichen-, Kunst- und Werkunterricht, kurz auch Deutsche Blätter für Zeichen- und Kunstunterricht genannt, war eine Zeitschrift und laut ihrem Untertitel zugleich das Organ des Vereins Akademisch Gebildeter Zeichenlehrer Deutschlands und des Landesvereins Akademisch Gebildeter Zeichenlehrerinnen Preußens nebst ihren Verbänden. Das noch zur Zeit des Deutschen Kaiserreichs anfangs in Bochum, dann im Verlag Hause in Berlin herausgegebene Periodikum erschien ab der Ausgabe 1 im Jahr 1896 bis zur Ausgabe 25 im Jahr 1920.
Das Blatt ging zu Beginn der Weimarer Republik im Jahr 1920 in der vom Bund Deutscher Kunsterzieher herausgegebenen Zeitschrift Kunst und Jugend auf.